# قصر الشيخ محمد بن عبد الوهاب
قصر الشيخ محمد بن عبد الوهاب، من القصور الواقعة في وسط محافظة حريملاء بجوار سوق المحافظة. 

## مساحة القصر وحدوده
تبلغ مساحة القصر تقريباً 275م، ويحده من الجهة الشرقية شارع رئيسي عرضه 12م، ومن الناحية الغربية يطل على شارع أيضاً عرضه 3،5م حيث المدخل القديم للقصر، ومن الناحية الجنوبية يطل القصر باستدارة على الشارعين السابقيين، ومن الناحية الشمالية مباني طينية متهدمة، وتاريخ إنشاء القصر منذ انتقال والد الشيخ محمد من العيينة إلى حريملاء في سنة 1152هـ/1738م وقد مكث فيه محمد أربع سنوات في الفترة التي تعتبر تأسيسية اثناء دعوته.

## عمارة القصر
- يعتبر بناء قديم ذو مدخلين المدخل الرئيسي في الجهة الغربية، والمدخل الفرعي في الجهة الشرقية
- مكون من دورين يتألف الدور الأرضي من مجلس مسقف على ثلاثة أعمدة مبنية من الحجر، وجذوع أشجار الأثل، وتعتبر الحجرة الوحيدة بالمنزل التي سُقفت بالحجر، وتجاورها حجرة أخرى مبنية بالحجر، وأيضاً توجد حجرة صغيرة مجاورة للباب القديم
- تتوسط القصر ثلاثة أعمدة مبنية بالحجر للعمل على حمل الأسقف التي أُنشئت من خشب الأثل، كما يوجد بوسط القصر أيضاً سلم مكشوف يصعد به للدور الأول الذي يتألف من حجرة مثبتة على ثلاثة أعمدة حجرية بُنيت فوق أعمدة حجرة الطعام بالدور الأرضي، ومن الجهة الغربية حجرة صغيرة، وأمامها حجرة بدون سقف أعلى حجرة المجلس بالدور الأرضي.
- يوجد بالقصر منور صغير له غطاء خشبي تُفتح وتُغلق حسب الحاجة
- في الجهة الشمالية من القصر أُضيفت غرفة شمال الحائط يطل مدخلها بالواجهة الشرقية، ويعتبر من المداخل المنحنية يجاورها فناء مكشوف تطل عليه سقيفة مثبتة على ثلاثة أعمدة حجرية قصيرة تصل إلى دورة مياه وحجرتين صغيرتين متداخلتين ودهليز يوصل إلى فناء المنزل الأصلي
- يعلو الدور الأول مقعد مكشوف، وأمام حجرة المجلس في أعلى جداره عرائس، ولحجرة المجلس بابان ونافذتان بالحائط الشمالي، ويجاوره من الجهة الغربية دهليز يوصل إلى الدور الأول عبر درجتي سلم.[2]

## انظر ايضاً
- العيينة
- الشيخ محمد بن عبدالوهاب
- قصر محمد بن عبد الوهاب الفيحاني

## وصلات خارجية
- منزل محمد بن عبد الوهاب في «مهد دعوته».. محته «رياح الهدم»!.